# Escuela de Artes y Oficios para Mujeres
La Escuela de Artes y Oficios para Mujeres (EAOM)  fue fundada durante la presidencia de Benito Juárez el 16 de noviembre de 1871 (153 años) por el secretario de Gobernación José María del Castillo Velasco, fue parte de la Secretaría de Gobernación y su financiamiento provenía de los fondos de la Lotería Nacional Mexicana. Su objetivo principal era formar a la mujer como un agente productivo para la nación en términos económicos, y morales, como educadora de cuerpos sanos para el progreso del país. 

## Historia

### Inicios de la Educación Femenina en México en elsigloXIX
A partir de la segunda mitad del siglo XIX en México, se llevaron a cabo una serie de propuestas educativas a cargo del presidente provisional Ignacio Comonfort (11 de diciembre de 1855 al 30 de noviembre de 1857), con el fin de “fomentar y dirigir la enseñanza pública en todos sus ramos, al abarcar funciones que, antaño, estuvieron casi exclusivamente en manos del clero o de la iniciativa privada” Su intención era clara y contemplaba la incorporación de las mujeres dentro del sector educativo. Para ello Comonfort decretó el 3 de abril de 1856, una la ley que se pronunciaba en favor de la educación secundaria para niñas, siendo esta un punto clave para la historia de la educación femenina.
Sin embargo y pese a la buena voluntad del presidente, la propuesta de una escuela secundaria para niñas se encontró con diferentes dificultades que impidieron la continuación del proyecto. En este sentido, uno de los mayores obstáculos por los que atravesó dicha propuesta fue la participación clerical en el ámbito educativo, pues si bien el proyecto pretendía dar una educación superior a las mujeres, de la misma manera trataba de hacer a un lado la participación religiosa en ella. Esto, por supuesto, causó revuelo en una época en donde la religión era una columna fundamental para casi todas las actividades sociales y políticas, y donde los representantes de la iglesia no querían perder terreno por ningún motivo. De la misma manera pero en menor medida, las nuevas escuelas tenían  “que inspirar confianza a las escrupulosas familias que se aventuraran a confiar a sus hijas a un plantel diferente a los usuales”.
De acuerdo con esto, el discurso de Comonfort y los demás liberales proponía “la necesidad de cambiar la educación religiosa y elitista, dirigida exclusivamente al sector masculino y más favorecido de la población, con una más amplia que, al menos en el nivel elemental, llegara a “todos” los mexicanos, independientemente de su raza, sexo o condición económica”.  Esta línea ideológica se siguió hasta entrado en el poder Benito Juárez quien, con las Leyes de Reforma promulgadas entre 1855 y 1863, logró el desprendimiento total de la iglesia sobre el Estado, creando así mayor responsabilidad para la educación de la sociedad en general. La inclusión de las mujeres en el sector educativo fue, en el gobierno de Juárez como en el de Comonfort, muy importante para el progreso del país, pues querían preparar a las mujeres para la vida productiva de este. 
Durante el periodo presidencial de Juárez se abrió paso a la Ley de Instrucción Pública en abril de 1861. Ahí se estipulaba que “la educación elemental para el Distrito Federal y otros territorios quedaría a bajo la inspección del gobierno federal, se comprometía a abrir escuelas para niños de ambos sexos y auxiliar económicamente a las mantenidas por las sociedades y municipalidades”. En este contexto, Juárez estipulaba la aplicación de la educación de manera generalizada haciendo hincapié en sus ideales liberales. 
Con más énfasis en la educación femenina, Ignacio Ramírez, afiliado al partido liberal de Juárez y encargado de la instrucción pública en México, decretó dos nuevos espacios que se encargarían de la formación secundaria femenina: El Colegio de Niñas y el de San Ignacio de Loyola o Vizcaínas, a los cuales se les cambió el nombre por Colegio de la Caridad y Colegio de la Paz respectivamente. El plan de estudios de estas instituciones se encargaría de impartir las materias de escritura, lectura en general, aritmética, sistema legal de pesos y medidas, teneduría de libros, geografía e higiene en sus relaciones con la economía doméstica y la moral con la lectura de la Constitución. De la misma manera se ofrecían distintas clases como “dibujo (animales, flores y paisajes) idiomas (español, inglés, francés o italiano), costura y bordado; canto, música y baile; declamación, ejercicios gimnásticos, jardinería, dorado de cuadros, elaboración de flores artificiales y composición de imprenta”. Este programa de estudios tan grande y basto procuraba formar a la mujer para que esta fuera capaz de adquirir conocimientos adecuados para la vida después de la escuela, es decir, para que se abriera paso en el campo laboral pero sin dejar de lado los deberes correspondientes a su sexo.
Sin embargo, el proyecto de la apertura de una escuela secundaria para niñas se vio nuevamente con un problema, pues dadas las circunstancias políticas este quedó en suspenso durante el paréntesis del Segundo Imperio Mexicano, cuando el gobierno pasó como desapercibido este proyecto. Posteriormente, cuando Juárez entró nuevamente al poder y se dio pie a la Ley Orgánica de Instrucción Pública de 1867, se evocó un proyecto claramente más estable y mayores posibilidades para que se abriera en un futuro no tan lejano de la Escuela Secundaria para personas del sexo femenino o Secundaria de Niñas. A esta escuela se le sumaron dos materias al ya propuesto programa académico de 1861: deberes de la mujer en sociedad, y deberes de la madre en la familia y el Estado  así como otras en las áreas de la ciencia y la medicina.
El proyecto pronunciado por primera vez por Comonfort en 1856 y posteriormente por Juárez en la Ley de Instrucción Pública del 61 y del 67 por fin se concretó en 1869, pues se inauguraba la primera escuela secundaria oficial para mujeres a nivel nacional. La apertura de una escuela secundaria para mujeres era ya una realidad liberal. Su futura directora era María Belén Méndez y Mora se comprometía de manera formal a “moralizar a las alumnas y brindarles una ocupación en la sociedad […] se formarían mujeres honestas, instruidas y ahorrativas, se prepararían obreras útiles, que desempeñarían su trabajo con la seguridad que les otorgaba su aptitud”.  Así mismo la formación de maestras quedaría a cargo de esta institución, pues “sería más atractivo para las alumnas recibir un título de maestras a cursas cinco años sin destino final definido”. Después de algunas décadas se creó la Escuela Normal de Profesoras.

#### Escuela de Artes y Oficios para Mujeres de la Ciudad de México
Ya entrada la década de los setenta en el siglo XIX se hacía presente otro aparato educativo que, si bien, tenía por meta objetivos distintos a los de la escuela secundaria, de igual manera brindaba otra gran oportunidad educativa para las mujeres. Se trataba de la Escuela de Artes y Oficios para Mujeres (EAOM), inaugurada el 16 de noviembre de 1871 por el presidente Juárez y el entonces secretario de Gobernación José María del Castillo Velasco.
En un principio dicho instituto fue considerado como una obra de beneficencia para ayudar a las mujeres de escasos recursos, era parte de la Secretaría de Gobernación y su financiamiento provenía de la Lotería Nacional Mexicana. Sin embargo, tras su apertura, no tenía una sede y su primera instalación fue “una casa particular ubicada en el número 10 de la calle Coliseo (hoy Bolívar), en el centro de la ciudad de México, al oeste de la plaza de la Constitución”. Más adelante la EAOM cambió al oeste de dicha plaza, en el ex convento de Jesús María entre las calles “Estampa de Jesús María (hoy Soledad, al norte); Zaragoza (hoy Corregidora, al sur) y, de Jesús María (actualmente conserva ese nombre, al este)”.
Al principio la EAOM no tenía los recursos suficientes para recibir a tantas mujeres, ni contaba con las normas de seguridad e higiene que una institución educativa debía tener, por lo solo que se impartían muy pocas materias tanto teóricas como prácticas. Con respecto a esto último, no fue sino hasta 1879 cuando se lograron establecer las Bases para el arreglo interior de la Escuela de Artes y Oficios.
El objetivo de la Escuela de Artes y Oficios para Mujeres o Señoritas (como posteriormente se conoció) era el de educar a la mujer para que fuera provechosa en su vida, pudiera subsistir por sí sola y tuviera la oportunidad de sacar a su familia adelante al mismo tiempo que formaba su carácter.  Además el Gobierno había encontrado “un medio poderoso de moralizar al pueblo,  inspirándole amor al trabajo”, todo esto a través de la educación que se le brindaba a la mujer puesto que en ella recaía la responsabilidad moral de educar buenos cuerpos sociales para el progreso del país. Por ello, se buscaba así, la mejora de su propia educación.
La participación de las mujeres en la esfera productiva significó la intención del gobierno de brindarles casi las mismas oportunidades que se les daban a los hombres para aprender algún oficio, aunque con diferencias en la manera y en los objetivos. La distinción entre un sexo y otro en cuanto a sus “aptitudes” para realizar tal o cual trabajo se vieron muy marcadas en este tipo de educación; en el caso de las mujeres, la escuela de Artes y Oficios siempre buscó las materias más apropiadas para el “bello sexo”, haciendo que la mujer aprendiera a trabajar manualmente en las labores consideradas cien por ciento femeninas.

### Talleres en las primeras décadas de la Escuela de Artes y Oficios para Mujeres
Recién inaugurada dicha institución el programa de estudios era muy pequeño y estaba diseñado acorde a las necesidades del sexo femenino; aunque se planeaba que creciera conforme al mejoramiento del establecimiento en donde se encontraba, en función de la experiencia y de los fondos con los que contara. El primero vocal de la Junta Directiva fue Guillermo Prieto, “quien recibió del señor Escandón 500 pesos para que los invirtiese en lo “más conveniente y necesario”. [Con ese dinero, Prieto] Compró una máquina de cortar y otros útiles para establecer un taller de encuadernación que fue el primer curso que se ofreció”. Alrededor de 1873 la escuela contaba con veintitrés materias “de las cuales quince eran de artes y oficios y ocho de materias elementales”; en las clases de oficios se impartían “pintura, doraduría, relojería, grabado en madera, encuadernación, modas, bordado y modelación”. Cabe mencionar que desde un principio se impartió la clase de inglés, pues la mayoría de los libros disponibles estaban solo en este idioma
Posteriormente la escuela daba talleres de “relojería, bordados de todas clases, tapicería, fotografía, trabajos en cera, modelación, dibujo natural y encuadernación, así como francés, moral, higiene y economía doméstica”. Del mismo modo, se implantó la materia de telegrafía, dando no solo las nociones de física que eran necesarias sino también conocimientos generales de electricidad y magnetismo; La materia de química que resultaba también de gran utilidad, pues con la apertura de nuevas fábricas, las mujeres aprendieron “la manipulación y procedimientos de la perfumería, la fabricación de esmaltes y su aplicación sobre porcelana, la composición y la fabricación de la mayor parte de los productos que sirven para la fotografía”. Sin embargo el curso era muy costoso y redituaba mucho económicamente, fue por eso que se sustituyó por el de “pinturas esmaltadas sobre porcelana, fabricación de piles charoladas, tejidos ahulados, dorado y plateado sobre metales, materias todas de poco costo y regular ganancia”. El plan de estudios volvió a cambiar ya cuando las Bases para el arreglo interior de la Escuela de Artes y Oficios entraron en rigor en el año 1879, entonces se sumaron las materias de elaboración de flores artificiales, dibujo y elementos de educación práctica.La materia de dibujo sería obligatoria a todas las alumnas, excepto las que asistieran por la tarde, mientras que la de elaboración de flores artificiales sería opcional.
Las niñas y mujeres que quisieran cursar su educación en la Escuela de Artes y Oficios para Mujeres debían cumplir con ciertas reglas para su inscripción, tales como “ser mayor de 12 años, acreditar su moralidad a juicio del director, saber leer y escribir y tener nociones de aritmética y gramática castellana”. La mayoría de las materias establecidas en la Escuela de Artes y Oficios para Mujeres de la Ciudad de México y el resto de la República tenían que ser coherentes con lo que se esperaba del patrón de conducta de las mujeres en el siglo XIX, pues su el aprendizaje les ayudaría a salir adelante económicamente y a destacarse dentro del imaginario social.

### Escuela de Artes y Oficios para Mujeres (EAOM) y sus talleres en el Porfiriato
El progreso que hubo en el país durante el porfiriato requería “mano de obra calificada” para hacerse cargo de diversos trabajos manuales que las mujeres desempeñaban, ejemplo de ello era “la apertura de fábricas textiles y tabacaleras, las oficinas públicas de telégrafos y los pequeños comercios que solicitaban contadoras, mecanógrafas, y taquígrafas”. Esto provocó una demanda cada vez más fuerte en la Escuela de Artes y Oficios para Mujeres, que, tras haber comenzado su enseñanza con 510 alumnas, había duplicado esta cantidad una década después.
Para ya entrada la década de 1880, el plan de estudios había cambiado, anexándose  “escritura, aritmética, teneduría de libros, costura, bordado, flores artificiales, canto, piano, doraduría, encuadernación, pasamanería, imprenta, tapicería, dibujo y pintura”, lo cual iba muy acorde al plan porfirista de modernización en todos los sectores posibles. 
La ampliación del plan de estudios cambió varias veces en esta década y para 1891, cuando la escuela había pasado a la Secretaría de Justicia e Instrucción Pública, su programa académico volvió a sufrir otro cambio, pero esta vez más profundo pues “se suprimieron las clases especiales de español, aritmética, teneduría de libros, inglés, nociones cívicas y científicas, pintura y música, y las sustituyó por dos clases de instrucción primaria”.  Se anularon también talleres que eran de carácter poco femenino como “doraduría, relojería, zapatería y otros” y se sustituyeron sin mucho éxito por la materia de farmacia práctica, que para 1907 tenía inscritas solo a 20 alumnas. Las clases de mecanografía y taquigrafía fueron las más saturadas con 364 y 318 respectivamente. Su demanda era de esperarse, puesto que en el ámbito laboral era lo que más solicitaban los despachos y los pequeños comercios. En 1908 se inauguró una nueva sede, que contaba con tres pisos y una administración y un profesorado casi por completo del sexo femenino, además de directora, la señora Mercedes McGregor viuda de Flores Alatorre.
Tanto el discurso del gobierno juarista como el del posfirista parecían haber tenido el mismo concepto de progreso en cuanto al desempeño escolar de las mujeres, en el ámbito de los oficios, y por lo mismo, la EAOM mantuvo su propuesta de hacer de la mujer un miembro activo del progreso, además de un sujeto emprendedor e independiente económicamente del poder varonil. Este discurso no solo se sostuvo en la Ciudad de México, sino también en otros dos estados de la República, el Estado de México y San Luis Potosí en donde también se establecieron Escuelas de Artes y Oficios para Mujeres.